# Боривоје Карапанџић
Боривоје М. Карапанџић (Ваљево, 17. јун 1921 — Кливленд, 29. април 2011) био је српски историчар књижевности.

## Биографија
Његов отац Милован је био пекар, а мајка Ангелина, рођена Богдановић, домаћица. Основну школу и Реалну гимназију је завршио у Ваљеву, а факултет на Учитељској школи у Шапцу.
Политички се рано сврстао уз Збор Димитрија Љотића. Био је шеф Пропагандног одељења Окружног начелштва у Ваљеву и просветар у јединицама Српског добровољачког корпуса. Избегао је пред партизанима у Италију, априла 1945, а одатле у Немачку 1947. године.
У Кливленд је дошао 1950. године. Од 1960. до 1988. службовао је као овлашћени геометар Кливленда и државе Охајо.
Написао је 35 књига из историје књижевности на српском и енглеском језику, које је објаљивао у: САД, Канади, Аустралији, Немачкој и у Југославији.
Уређивао је часопис „Књижевни весник”, који је излазио 47 година. Познат је по књизи Грађански рат у Србији 1941—1945.
Епископ шабачки Лаврентије Трифуновић му је доделио Орден Св. Владике Николаја. Умро је у 90. години живота, 29. априла 2011, у Кливленду где је и сахрањен.
Био је ожењен Љиљаном, рођеном Нешић из Београда, са којом је имао шесторо деце — четири сина и две ћерке.

## Награде
- Човек године Српског народног савеза (1985)
- Похвална резолуција Већа града Кливленда за целокупан рад (1988)
- Почасно чланство у Удружењу књижевника Србије (1989)